# 杏花镇
23°23′48″N 111°42′50″E / 23.396801°N 111.714021°E
杏花镇是中国广东省肇庆市封开县下辖的一个镇。全镇地域面积156.3平方公里，辖11个村委会，1个社区委员会，总人口32000多人。当地的特产是杏花鸡，属“廣東八大優良雞種”之一，具有较高的经济价值。